# Lepturginus obscurellus
Lepturginus obscurellus là một loài bọ cánh cứng trong họ Cerambycidae.